# Коминяго
Коминя̀го (на италиански: Comignago, на местен диалект: Cumiag, Кюмиаг) е село и община в Северна Италия, провинция Новара, регион Пиемонт. Разположено е на 268 m надморска височина. Населението на общината е 1229 души (към 2014 г.).